# Jules A. Hoffmann

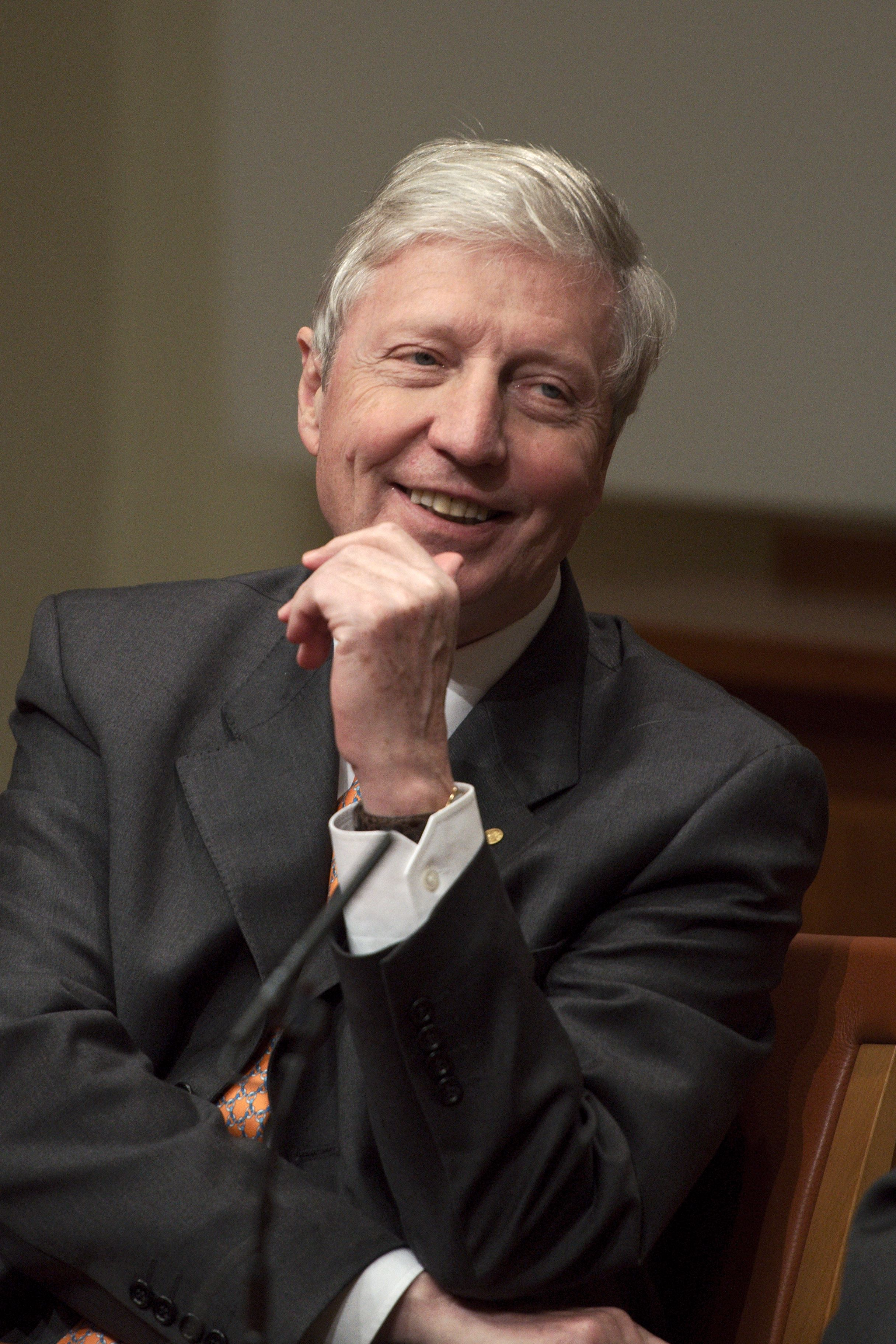
Jules A. Hoffmann (2011)

Jules A. Hoffmann (sinh ngày 2 tháng 8 năm 1941 tại Echternach, Luxembourg) là một nhà sinh học Pháp gốc Luxembourg. Ông là một giám đốc nghiên cứu và là thành viên của Hội đồng quản trị của Trung tâm Quốc gia Nghiên cứu khoa học (CNRS) tại Strasbourg, Pháp. Trong năm 2007, ông trở thành Chủ tịch của Viện Hàn lâm Khoa học Pháp.
Cùng với Bruce A. Beutler, Hoffmann đã nhận được một nửa giải Nobel Y học năm 2011 cho "khám phá của họ liên quan đến sự hoạt hóa miễn dịch bẩm sinh" (một nửa khác đã đi cho Ralph M. Steinman cho "khám phá của ông của tế bào đuôi gai và vai trò trong miễn dịch thích nghi ").
Hoffmann nhận tốt nghiệp đại học ngành sinh học và hóa học, và sau đó hoàn thành bằng tiến sĩ của mình trong sinh học tại Đại học Strasbourg vào năm 1969. Ông đã nghiên cứu sinh sau tiến sĩ của ông Philipps-Universität ở Marburg an der Lahn, Đức năm 1973-1974.